# 甄德
甄德（?—?），字彦孙，出身西平郭氏。曹魏、西晋大臣，明元郭皇后的堂弟，司马师、司马昭的女婿。

## 生平

### 早年
甄德原姓郭，是郭立的儿子，魏文帝黄初年间，西平郡叛乱失败，郭德伯父郭满的女儿郭氏没入宫中。226年，魏文帝死后，魏明帝即位，郭氏受宠，册封夫人。郭夫人的叔父郭立任骑都尉。

### 出繼甄家
232年，魏明帝的爱女曹淑夭折，与魏明帝母亲文昭甄皇后已故的侄孙甄黄举行冥婚。郭德过继给甄黄、曹淑夫妇，改名甄德，封平原侯。238年，魏明帝立郭夫人为明元皇后。
239年，曹芳即位，尊郭皇后为皇太后。以郭立为宣德将军，封列侯。甄德和弟弟临渭县公郭建掌管宿卫禁军。司马师把女儿嫁给甄德。司马师的女儿早亡，娶司马昭的女儿为继妻。魏元帝咸熙初年，甄德担任镇军大将军，封广安县公。

### 西晉時期
晋武帝司马炎建立晋朝，甄德加特进，转宗正，升任侍中。甄德的妻子初封京兆公主，改封长广公主。甄德虽无才学，但为人贞素，恭谨谦顺，且是皇帝姐夫，所以贵显当世。甄德请求留大司马、齐王司马攸辅政。晋武帝任甄德为大鸿胪，加侍中、光禄大夫。甄德卒後，追赠中军大将军，谥恭。子甄喜承爵，为辅国大将军、广安公。